# 구사추어
구사추어(일본어: クサチュー語(くさちゅーご) 구사추고[*])는 PC통신 및 인터넷 전자게시판 등에서 기존의 문자와 비슷한 다른 문자를 합성, 분해하여 표현하는 문자유희 또는 표현방식이다. 구사추 문자라고 부르기도 한다.
히라가나, 가타카나, 한자 등을 한자,각종기호등을 이용하여 표현하는 점은 갸루 문자와 비슷하다. 단 구사추어 쪽이 더 먼저 사용되었으며 사용층·성별·시대 모든 면에서 대조적이다. 1990년대 후반 PC통신과 초기 인터넷 전자게시판 시대에 주로 사용되었으며, 일본의 언더그라운드 게시판으로 상당한 인기를 모았던 아메조라는 곳의 腐れ厨房 구사레추보[*]라는 ID의 이용자가 이들 문자들을 체계적으로 집대성하여 그의 ID를 딴 이름이 생겼다. 영어의 리트 및 한국의 외계어와 기본 개념은 같다.

## 예
| 일본어   | フリー百科事典ウィキペディア | クサチュー語 | 爆死     |
| 구사추어 | ┐リ—百科事典ゥィ‡∧・〒~ィ了  | 勹廾千ｭ—言吾 | 火暴歹ヒ |

## 같이 보기
- 리트
- 외계어
- 갸루 문자
- 아메조